# Serge Quadruppani
Serge Quadruppani, né le 6 janvier 1952 à La Crau (Var), est un journaliste, romancier, essayiste, traducteur et éditeur littéraire libertaire français, auteur notamment de romans policiers et traducteur de la série des Commissaire Montalbano d'Andrea Camilleri.

## Biographie

### Jeunesse, formation et débuts
Issu d'une famille modeste de quatre enfants élevés par une mère seule, Serge Quadruppani commence ses études secondaires au lycée d'Hyères. Il est renvoyé durant son année de terminale, mais se présente au baccalauréat en candidat libre et est reçu avec la mention « Très bien ». Il est ensuite admis en hypokhâgne au lycée Louis-le-Grand à Paris, mais le quitte avant la deuxième année. Il entre alors dans la marginalité et fait ses premières expériences militantes, tout en exerçant des métiers divers. Il se met à écrire et à traduire au cours des années 1980.

### Activités littéraires
Entre 1991 et 1994, il publie aux éditions Métailié une trilogie de romans noirs : Y, Rue de la Cloche et La Forcenée. Des deux premiers, Jean-Patrick Manchette dit qu'« ils annoncent probablement une nouvelle période du polar français agressif et critique », et que c'est ce qu'il a « lu de plus intéressant ces dernières années ». En 1995, il initie avec Jean-Bernard Pouy et Patrick Raynal la série de romans Le Poulpe, dont il écrit le no 2 Saigne-sur-Mer. Il a également créé la collection « Alias » au Fleuve noir.
Parallèlement, il commence sa carrière de traducteur avec des œuvres de Stephen King et Philip K. Dick, ainsi qu'avec les mémoires de Margaret Thatcher. Depuis 1999, il a accentué son travail de traducteur en faisant connaître en France des auteurs italiens tels que Valerio Evangelisti, Sandrone Dazieri, Massimo Carlotto, Marcello Fois, Giuseppe Montesano et Eraldo Baldini. Il est également l'un des traducteurs en français des romans d'Andrea Camilleri, et notamment ceux de la série des Commissaire Montalbano, dans lesquels il est fait un usage important du dialecte et des régionalismes siciliens.
En tant qu'éditeur, il a été, aux éditions Anne-Marie Métailié, directeur de la collection aujourd'hui disparue « Italies » et est toujours responsable de la « Bibliothèque italienne ». Pour Fleuve noir, il a dirigé les anthologies Portes d’Italie en 2001 (dix-huit nouvelles d’auteurs italiens), puis Bleu, blanc, sang en 2002 (vingt-cinq nouvelles d’auteurs français).
En mars 2011, il reçoit le prix des lecteurs Quais du polar-20 minutes pour son roman Saturne.
En avril 2023, il publie aux éditions Divergences son Histoire personnelle de l'ultra-gauche.

### Activités journalistiques
Durant les années 1980, il publie plusieurs livres : en 1981, Les Infortunes de la Vérité. Mensonges, erreurs et reniement politiques chez les intellectuels français de 1934 à nos jours. En 1983, Catalogue du prêt-à-penser français depuis 1968, où il dénonce la prose de Faurisson, et en fait un martyr du prêt à penser, ainsi que deux livres d'enquête sur Roger Knobelspiess (1986) et sur la politique de l'antiterrorisme en France (1989), à une époque où il est inséré dans l'ultragauche.

#### DeLa BanquiseàMordicus
En 1983, Serge Quadruppani participe avec Gilles Dauvé et une dizaine de personnes à la création de la revue La Banquise, revue marxiste d'ultragauche dont il devient directeur de publication pour les derniers numéros. La création de La Banquise en 1983 résulte de la rupture de ces militants avec Pierre Guillaume, en raison du soutien apporté par les éditions La Vieille Taupe aux thèses négationnistes de Robert Faurisson (et de Paul Rassinier) et de la modification de la ligne éditoriale de la revue La Guerre sociale,.
Le dernier numéro de La Banquise paraît en 1986. En 1988, avec Gilles Dauvé, Serge Quadruppani fonde Le Brise-glace (1988-1990) avant de participer à la création du mensuel Mordicus (1990-1994).
Après l'expérience du bar La Bonne descente (1994-1997), Serge Quadruppani s'éloigne de l'ultragauche[réf. nécessaire]. En 1997, il publie plusieurs articles dans la revue antifasciste No pasaran.

#### Collaborations à des médias traditionnels
Entre 1988 et 1996, il a collaboré, d'abord régulièrement puis épisodiquement, à la revue La Quinzaine littéraire.
De 1998 à 2000, il a publié des chroniques et des nouvelles dans un quotidien génois, Il Secolo XIX et, en 2007-2008, a écrit pour divers journaux italiens : Il Manifesto, L'Unità, Liberazione. Il publie aussi sur un site italien voué à la « littérature de genre » et à la « culture d'opposition ».
Il a collaboré à partir de sa création en 2008 à Siné Hebdo, dans lequel il a publié Les Furieuses, un roman sous forme de feuilleton hebdomadaire.
Depuis 2010, il publie articles et fictions sur le site Article 11 et dans le bimestriel homonyme.
En février 2011, il publie un essai, La Politique de la peur, dans lequel il dénonce l'idéologie de sécurité et son danger pour la démocratie.
Il écrit aussi occasionnellement pour Le Monde diplomatique.
Depuis 2015, il fait partie des contributeurs réguliers de Lundi matin.

## Engagements, prises de position et polémiques
Sur son site personnel, il écrit : « Depuis l’âge de 20 ans, mes convictions me situent au carrefour de ce qu’on appelle aujourd’hui les "libertaires" et les "ultra-gauche". » Il se sert du roman noir pour aborder de grandes questions de société et dénonce volontiers dans ses ouvrages la répression policière, les staliniens et ce qu'il perçoit comme les excès de la lutte anti-terroriste.

### Polémique avec Didier Daeninckx sur le négationnisme
Accusé par Didier Daeninckx de soutenir la liberté d'expression des négationnistes, notamment de Robert Faurisson, Serge Quadruppani signe un texte diffusé en 1993 dans les revues et les milieux de gauche et libertaires, qualifiant les négationnistes d'« ennemis ».
En 1996, il revient sur ses anciennes erreurs dans Libertaires et ultra-gauche contre le négationnisme, contribution clairement anti-négationniste publiée aux éditions antifascistes REFLEXes.
Un texte de 1997 cosigné par un grand nombre d’auteurs, dont Pierre Vidal-Naquet, le dédouane de l’accusation de négationnisme. La revue La Banquise, que Quadruppani co-dirigeait, écrivait déjà que Faurisson était « indéfendable » en raison de son « argumentation antisémite ».
Par la suite, plusieurs écrivains dont Quadruppani et Maurice Rajsfus finissent par accuser Didier Daeninckx de « tirer contre son propre camp » et de faire des « procès en sorcellerie ».

### Dénonciation de l'antisémitisme
En août 2009, il est présent aux obsèques de Thierry Jonquet au funérarium du cimetière du Père-Lachaise avec d'autres amis (dont d'anciens membres de la LC et de la Ligue communiste révolutionnaire) et y prononce quelques phrases en hommage à un écrivain largement engagé contre l'antisémitisme.

### Pour Cesare Battisti
Dans les années 2000, Serge Quadruppani apporte publiquement son soutien à Cesare Battisti, activiste d'extrême-gauche condamné en Italie pour quatre assassinats, menacé d'extradition. Au-delà de ce cas particulier, il dénonce notamment la remise en question de la « doctrine Mitterrand » qui accordait l'asile en France aux Italiens engagés dans les violences des années de plomb, en échange de leur renoncement à la lutte armée et voit dans l'arrestation de Battisti un « coup électoraliste ». Dans un article du Monde diplomatique de juillet 2008, il regrette l'occultation par les médias de la répression judiciaire « exorbitante » qui s'est abattue sur les milieux d'extrême gauche italiens dans les années 1970, ainsi que l'oubli de la responsabilité de certains milieux fascistes liés au pouvoir politique dans l'expression de la violence de ce qui fut, selon lui, « le plus vaste mouvement social anticapitaliste après la Seconde Guerre mondiale ».
En 2019, après l'arrestation de Cesare Battisti et les aveux obtenus par la justice italienne, Quadruppani adresse une lettre ouverte au directeur des éditions du Seuil, lui reprochant le report de la publication d'un ouvrage du militant et auteur désormais incarcéré Il questionne dans cette lettre « la sincérité d’« aveux » passés avec, sur la tempe, le pistolet de la perpétuité réelle dans des conditions que la gauche, au temps où ce mot voulait encore dire plus ou moins quelque chose, décrivait comme une « torture blanche » ».
Il continue par la suite dans les colonnes de Lundimatin à chroniquer les ouvrages de Cesare Battisti et donner de ses nouvelles,.

### Critique des médias et de la politique menée au nom de l'antiterrorisme
En février 2007, il signe un « Appel pour la libération des prisonniers d’Action directe ».
En 2008 encore, il dénonce l'attitude de la presse et du pouvoir politique français, qui assimile les actes de sabotage (sans victimes) contre les lignes de la SNCF à du terrorisme. Il voit dans cette affaire la fabrication d'un « épouvantail médiatique »,. Au moment de la libération de Julien Coupat le 28 mai 2009, il dénonce les mass media : « On peut quand même s'interroger sur cette tendance récurrente de ce qui se prétend « le quatrième pouvoir » à se faire porte-parole de l'Intérieur. Directement dépendantes de cette oligarchie financière dont Sarkozy est le fondé de pouvoir, les directions des grands journaux sont tout naturellement portées à relayer la parole du gouvernement ou celle de ses opposants institutionnels. ».
En juin 2015, il signe une « lettre collective d'auto-dénonciation individuelle en faveur des inculpés de Tarnac », dans laquelle les signataires affirment être l'auteur du livre L'Insurrection qui vient,, qui est au cœur de l'affaire de Tarnac, impliquant notamment Julien Coupat que les enquêteurs soupçonnent d'avoir écrit l'ouvrage.

### Pour les cinq de Villiers-le-Bel
Il est signataire, en juin 2010, d'une tribune controversée parue dans le journal Libération, appelant au renversement de la police qualifiée d'« armée d'occupation », intitulée Pour les cinq de Villiers-le-Bel.
Pour Philippe Bilger, cette tribune « ne relève même plus de l'extrême gauche ni d'un gauchisme sulfureux », mais ne vise « à rien moins qu'à légitimer les tentatives de meurtre ».

### Élections municipales 2014
Lors des élections municipales de 2014, il présente sa candidature à Eymoutiers.

### Organisation des Écrits d'août à Eymoutiers
Chaque été, Serge Quadruppani participe à l'organisation des Écrits d'août, dans le village d'Eymoutiers où il réside. Durant plusieurs jours, à l'occasion de cette manifestation littéraire, les lectures et échanges se succèdent, souvent en lien avec les luttes et mouvements sociaux,,.

## Publications

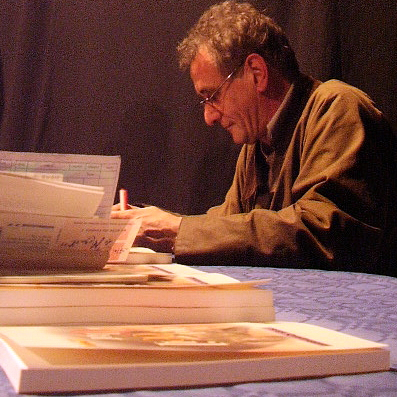
Dédicaces en 2006 pour son roman Au fond de l'œil du chat.

### Éditions Anne-Marie Métailié

#### La trilogie
- Y, 1991
- Rue de la Cloche, 1992
- La Forcenée, 1993

#### Autres
- Les Alpes de la Lune (littérature « générale »), mars 2000
- Le Plagiat (sous le pseudonyme Andrea Gandolfo), 2001
- Corps défendant, 2001
- La nuit de la dinde, 2003, prix du Roman du Var 2003 et prix Interlycées professionnels de Nantes 2004
- Vénénome (littérature « générale »), janvier 2005
- Au fond de l’œil du chat (roman noir), octobre 2006
- Avec Maruzza Loria A la table de Yasmina (fiction avec recettes de cuisine) 2009 ; rééd. revue et corrigée
- Loups solitaires, octobre 2017
- Maldonnes, mai 2021

### Autres éditeurs
- Tir à vue, Série noire, 1993
- Comment je me suis noyé, Série noire, 1995
- Saigne-sur-Mer (éditions Baleine, série Le Poulpe), 1995
- Tonton tué, Souris Noire/Syros, 1996
- Le Sourire contenu, Fleuve noir, 1998
- Je te dirai tout (roman érotique), éditions Blanche, 1998
- Colchiques dans les prés, Actes Sud, coll. « Babel noir » no 32, 2000
- Avec Maruzza Loria: Yasmina, sept récits et cinquante recettes de Sicile aux saveurs d’Arabie, éditions Noésis, janvier 2003 ; rééd. Éditions Métailié, 2009
- La Révolution ne sera pas télévisée, nouvelles, éditions La Mauvaise Graine, 2003
- Il y a quelqu’un dans la maison (roman policier pour enfants), éditions Souris Noire/Syros, mars 2005
- Nausicaa Forever (science-fiction), éditions Le Rocher, avril 2005
- J’ai jeté mon portable (roman noir pour ados et autres), Rat Noir/Syros, octobre 2007
- Saturne (Roman noir), Le Masque/J.C. Lattès, septembre 2010, prix 2011 des lecteurs Quais du polar-20 minutes ; rééd. coll. « Folio policier » no 668, 2012
- La Politique de la peur (essai), Le Seuil/collection Non Conforme, février 2011
- La Disparition soudaine des ouvrières (roman noir), Le Masque/J.C. Lattès, septembre 2011 ; rééd. coll. « Folio policier » no 701, 2013
- Madame Courage (roman noir), Le Masque/J.C. Lattès, septembre 2012. Réédition Folio policier no 723, 2014
- Le Monde des Grands Projets et ses ennemis, Voyage au cœur des nouvelles pratiques révolutionnaires, La Découverte, 16 mai 2018
- Sur l'île de Lucifer, Snag/La Geste Editions, octobre 2018, extraits en ligne
- Une histoire personnelle de l'ultra-gauche, avril 2023, éditions Divergences

### Coécriture et divers
- Le Chouan de Saint-Domingue avec B. Gilles, Presses de la Renaissance, 1979
- Des permanents de parti politique, Métailié, 1979
- La Malandrine avec B. Gilles, 1980
- Les Infortunes de la vérité, Orban, 1981
- Catalogue du prêt-à-penser français depuis 1968, Balland, 1983
- Un coupable idéal, Roger Knobelspiess, Maurice Nadeau, 1986
- L’Antiterrorisme en France, La Découverte, 1989
- Collectif, Libertaires et « ultra-gauche » contre le négationnisme, préf. Gilles Perrault, ill. Tony Johannot, contributions de Pierre Rabcor, François-Georges Lavacquerie, Serge Quadruppani, Gilles Dauvé, en annexe :  Les Ennemis de nos ennemis ne sont pas forcément nos amis (mai 1992), Paris, Réflex, 1996
- « Quelques éclaircissements sur La Banquise »[37], texte publié dans Libertaires et « Ultra-Gauche » Contre le Négationnisme, Paris, Réflex, 1996
- Matinée tranquille au café de l'oncle Peppino, nouvelle, in anthologie Noirs complots (dir. Pierre Lagrange), publication avril 2003
- Collectif, Défaire la police, septembre 2021, éditions Divergences

### Traductions
- Série des Commissaire Montalbano d'Andrea Camilleri.
- Philip K. Dick, Les androïdes rêvent-ils de moutons électriques ? (d'abord Robot Blues, enfin Blade Runner), Champ libre, 1976, 249 p.  (ISBN 2-277-21768-9)
- Wu Ming 1, New Thing, Métailié, 2007, 215 p. (ISBN 9782864246183)
- Wu Ming 2, Guerre aux Humains, Métailié, 2007, 360 p. (ISBN 9782864246190)
- Valerio Evangelisti, La Coulée de feu, Métailié, 2009, 416 p. (ISBN 9782864246459)
- Valerio Evangelisti, Nous ne sommes rien soyons tout !, Rivages, 2008, 384 p. (ISBN 9782743617479)
- Wu Ming, Manituana, Métailié, 2009, 580 p. (ISBN 9782864246886)
- Carlo Lucarelli, La huitième vibration, Métailié, 2010, 380 p. (ISBN 9782864247197)
- Wu Ming 1, Q comme qomplot, Comment les fantasmes de complot défendent le système, Lux, 2022, 576 p. (ISBN 9782898330469) (traduit de l'italien avec Anne Echenoz)

### Articles
- « Toucher le fond - Sur les attentats djihadistes des 7, 8 et 9 janvier à Paris et leurs suites », Article 11, 1er juin 2015, lire en ligne

## Prix
- Prix des lecteurs Quai du polar / 20 minutes 2011 pour Saturne[38]

#### Notices
- L'Éphéméride anarchiste : Mordicus
- Centre International de Recherches sur l'Anarchisme : notice bibliographique

### Télévision
- « Ce soir ou jamais », débat télévisé sur la crise sociale, France 3, 30 avril 2009